# Немиринцы (Теофипольский район)
Немиринцы (укр. Немиринці) — село в Теофипольском районе Хмельницкой области Украины.
Население по переписи 2001 года составляло 247 человек. Почтовый индекс — 30631. Телефонный код — 3844. Занимает площадь 0,719 км². Код КОАТУУ — 6824781303.

## Местный совет
30631, Хмельницкая обл., Теофипольский р-н, с. Вороновцы